# Розен, Фил
Фил Ро́зен (англ. Phil Rosen; 8 мая 1888[…], Мальборк, Поморское воеводство — 22 октября 1951[…], Голливуд, Калифорния) — американский кинорежиссёр и кинооператор иудейского происхождения, сооснователь Американского общества кинооператоров и его первый президент.

## Биография
Филип Розен родился 8 мая 1888 года в городе Мариенбург, Пруссия (ныне — город Мальборк, Польша). Эмигрировал в США, жил в городе Мачайас, штат Мэн. Работал киномехаником и подсобным техником, в 1912 году стал работать кинооператором за 18 долларов в неделю. В 1918 году прибыл в Калифорнию для съёмок фильма «Чудотворец». После успеха этой ленты стал очень востребован ведущими киностудиями страны и остался в этом штате.
Был женат на актрисе и танцовщице Джойзелл Джойнер. Был одним из пятнадцати основателей Американского общества кинооператоров и его первым президентом (1918—1921).
Скончался 22 октября 1951 года в Голливуде от сердечного приступа. Похоронен на кладбище «Голливуд навсегда».

## Избранная фильмография

### Режиссёр
С 1915 по 1949 год выступил режиссёром 142 фильмов, в том числе:
- 1920 — Клятва шерифа / англ. The Sheriff's Oath
- 1922 — Через континент / англ. Across the Continent
- 1922 — Молодой раджа / The Young Rajah
- 1924 — Драматическая жизнь Абрахама Линкольна / англ. The Dramatic Life of Abraham Lincoln
- 1929 — Призрак в доме / англ. The Phantom in the House
- 1933 — Сфинкс / The Sphinx
- 1934 — Потерявшаяся леди / A Lost Lady
- 1940 — Королева Юкона / англ. Queen of the Yukon
- 1940 — Призрак Чайнатауна / англ. Phantom of Chinatown
- 1941 — Я убил того человека / англ. I Killed That Man
- 1941 — Зомби в городе / англ. Spooks Run Wild

### Оператор
С 1914 по 1920 год выступил оператором 30 фильмов, в том числе:
- 1916 — Ромео и Джульетта / Romeo and Juliet
- 1917 — Её великая любовь / англ. Her Greatest Love
- 1919 — Чудотворец / The Miracle Man